# アンデルソン・ルイス・デ・カルヴァーリョ
ネネ（Nenê）ことアンデルソン・ルイス・デ・カルヴァーリョ（Anderson Luiz de Carvalho、1981年7月19日 - ）は、ブラジル・サンパウロ州ジュンジアイ出身のサッカー選手。ECジュベントゥージ所属。ポジションはMF（左サイドハーフ）、FW（左ウイング）。

## 経歴

### 初期の経歴
19歳の時にパウリスタFCからプロデビューし、その後はSEパルメイラスやサントスFCでプレーした。2003年8月30日にスペイン・リーガ・エスパニョーラのRCDマジョルカにレンタル移籍し、9月14日のアスレティック・ビルバオ戦 (0-4) でデビューした。2003年にはU-23ブラジル代表に選出されているが、2004年のアテネオリンピックには出場できなかった。

### スペイン時代
2004年8月24日にはデポルティーボ・アラベスに完全移籍すると、2シーズンでリーグ戦21得点を挙げる活躍を見せ、2004-05シーズン終了後のプリメーラ・ディビシオン（1部）昇格に貢献した。2006年7月25日にはセルタ・デ・ビーゴに移籍し、リーグ戦全38試合とUEFAカップの9試合に出場したが、チームはセグンダ・ディビシオン（2部）に降格した。

### ASモナコ
2007年8月24日、フランスのASモナコに移籍。ASモナコへの移籍金は公開されていないが、700万ユーロ前後とみられている。2007-08シーズンはレギュラーとして出場した。2008年8月31日の移籍市場が閉まる寸前にRCDエスパニョールにレンタル移籍し、2シーズンぶりにスペインに舞い戻った。2008-09シーズンはリーグ戦35試合に出場して4得点を決めた。契約には買い取りオプションが付けられたが、エスパニョールは権利を行使しなかった。2009年夏にASモナコに戻り、2009-10シーズンは開幕からの10試合だけで9得点を決める爆発的なスタートを切った。特にUSブローニュ戦 (3-1) では長い距離の直接フリーキックで2得点を決め、得点ランキングの頂点に長い間君臨した。ただシーズン後半戦には独善的なプレーが批判され、結局リーグ戦では14得点に終わった。

### パリ・サンジェルマンFC
2010年7月11日、パリ・サンジェルマンFCに移籍した。移籍金は約550万ユーロと報じられている。2010-11シーズンは左サイドハーフとして起用され、逆サイドのリュドヴィク・ジュリとの連携の良さで数々の得点を生みだした。8月7日のASサンテティエンヌ戦 (3-1) でデビューして初得点を挙げ、9月11日のACアルル・アヴィニョン戦 (4-0) ではリーグ・ドゥから昇格したばかりのクラブ相手に2得点した。10月24日のAJオセール戦 (2-3) 、12月11日のヴァランシエンヌFC戦 (2-1) 、12月18日のASモナコ戦 (2-2) でもそれぞれ2得点し、シーズン前半戦だけで13得点を積み重ね、ウィンターブレークの時点でムサ・ソウ、ケヴァン・ガメイロに次ぐ得点ランキング3位に位置した。フリーキックの能力と攻撃センスはかつてパルク・デ・プランスでプレーしたロナウジーニョと比較され、前半戦2位と好調なチームを引っ張ったが、後半戦はわずか1得点に終わり、チームも4位に後退してUEFAチャンピオンズリーグ出場権を逃した。
2011年夏、クラブはカタールの投資家集団に買収され、モナコでチームメイトだったジェレミー・メネズなどの新戦力が加わった。さらにクラブ史上最高額の移籍金でアルゼンチン代表のハビエル・パストーレが加入したため、クラブのアイドルという立場を失ったことを受け入れるのに苦しんだが、10月29日のSMカーン戦 (4-2) で2得点（両方ともPK）してクラブをリーグ首位に押し上げた。その後も得点を量産し、モンペリエHSCのオリヴィエ・ジルーと並ぶ21得点で得点王に輝いた。しかし、最終的にはリーグ2位に終わった。
しかし、2012-13シーズンはエセキエル・ラベッシの加入によって控えに回ることが多くなり、さらに2012年10月20日のスタッド・ランス戦 (1-0) で頬骨を骨折して離脱。また、カルロ・アンチェロッティ監督との対立もあり出場機会が減少。ACミランやベシクタシュJK、さらには母国ブラジルへの復帰など盛んに移籍の噂が取り沙汰された。

### アル・ガラファ
2013年1月15日にカタールのアル・ガラファに移籍した。
2013年3月のアル・アラビ・ドーハ戦で相手MFのフシン・カルジャと乱闘騒ぎを起こし退場処分を受け、9試合の出場停止処分に課せられた。2015年1月28日、クラブとの契約が終了し退団することが発表された。

### ウェストハム・ユナイテッドFC
同年2月18日、アンディ・キャロルが左膝の負傷により長期離脱することとなったプレミアリーグのウェストハム・ユナイテッドFCにシーズン終了までの契約で加入した。

## タイトル

### クラブ
ジュンジアイ（現パウリスタ）
- カンピオナート・ブラジレイロ・セリエC : 2001

PSG
- リーグ・アン : 2012-13

ヴァスコ・ダ・ガマ
- カンピオナート・カリオカ : 2016

### 個人
- リーグ・アン得点王 : 2011-12
- リーグ・アン・ベストイレブン : 2011-12